# 科熱夫尼科沃區

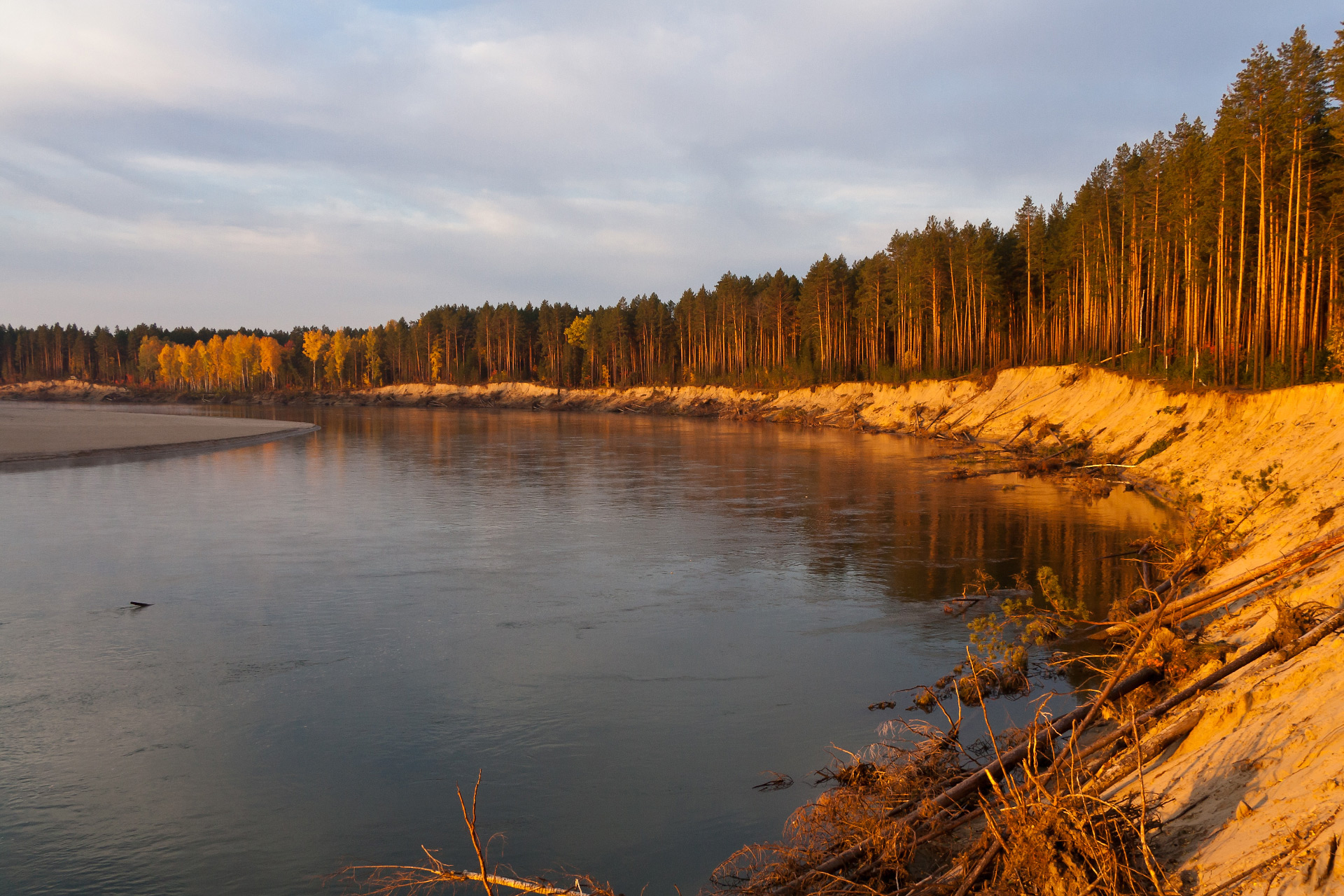

56°15′N 83°58′E / 56.250°N 83.967°E
科熱夫尼科沃區（俄语：Кожевниковский район），是俄羅斯的一個區，位於該國中南部，由托木斯克州負責管轄，面積3,907.5平方公里，2010年人口20,967，人口密度每平方公里5.37人。